# Sekondi Hasaacas FC
Sekondi Hasaacas is een Ghanese voetbalclub uit Sekondi-Takoradi en werd opgericht in 1931.
In 1958 werd de club uit de stad gezet door de voetbalbond omdat ze niet midden in de week tegen Kumasi Cornerstone wilden spelen. Pas in 1966 mocht de club terugkeren naar de thuisstad. In 2016 degradeerde de club uit de hoogste klasse.

## Erelijst
- Landskampioen

1977
- Beker van Ghana

1985